# 10709 Ottofranz
10709 Ottofranz eller 1982 BE1 är en asteroid i huvudbältet som upptäcktes den 24 januari 1982 av den amerikanske astronomen Edward L.G. Bowell vid Anderson Mesa Station. Den är uppkallad efter astronomen Otto G. Franz.
Asteroiden har en diameter på ungefär 4 kilometer och den tillhör asteroidgruppen Astraea.